# Paro armado
Paro armado fue la denominación, durante la época del terrorismo en Perú, de un tipo de huelga convocada por la organización terrorista Sendero Luminoso. Un paro armado era considerado como una forma de lucha para la organización terrorista combinando la agitación y propaganda (agitprop), el sabotaje de suministro eléctrico y transporte, el asesinato selectivo y la guerra de guerrillas. Se intimidaba a la población con la amenaza de muerte para quien no lo acatase.
Los terroristas convocaban paros armados en las distintas ciudades del Perú. El primer paro armado en Lima convocado por Sendero Luminoso fue el 19 de enero de 1989 en la Carretera Central. Una de las víctimas de los paros armados fue María Elena Moyano quien fue asesinada luego de rehusarse a acatar las órdenes de los senderistas.
El término también ha sido usado por otras organizaciones como el ELN de Colombia.